# I Tenenbaum
I Tenenbaum (The Royal Tenenbaums) è un film del 2001 diretto da Wes Anderson.
Il film, costato circa 20 milioni di dollari, ne incassò 71 milioni in tutto il mondo di cui 52 in patria, diventando in breve tempo un cult, nonché il primo successo di Wes Anderson.

## Trama
New York, anni settanta: la famiglia Tenenbaum è composta dall'avvocato Royal, dall'archeologa Etheline e dai loro tre giovani e talentuosi figli: Chas (genio della finanza), Margot (adottata, ha ricevuto una borsa di studio per un'opera teatrale da lei scritta) e Richie (prodigio del tennis e artista). A far parte della famiglia ci sono anche il cameriere di fiducia, Pagoda, ed Eli Cash, vicino di casa dei Tenenbaum e migliore amico di Richie. Royal è un padre distante e anaffettivo, soprattutto nei confronti di Chas e Margot, mostrando invece una predilezione per Richie; a causa dei continui tradimenti di Royal, il matrimonio entra in crisi e lui ed Etheline si separano.
Ventidue anni dopo, i ragazzi Tenenbaum hanno perso il loro successo: Richie ha cessato con il tennis e viaggia per il mondo su una nave da crociera, tenendosi in contatto con Eli, a cui rivela di essere innamorato di Margot; Chas è diventato ipocondriaco e iperprotettivo nei confronti dei figli Ari e Uzi in seguito alla morte della moglie in un incidente aereo; Margot è sposata con il maturo neurologo Raleigh St. Clair, al quale nasconde il suo vizio di fumare e il suo passato.
Henry Sherman, contabile di lunga data di Etheline, le chiede di sposarsi; non appena lo scopre, Royal finge di avere un cancro allo stomaco per riallacciare i rapporti con la moglie e i figli. I ragazzi Tenenbaum tornano alla casa di famiglia con Royal e quest'ultimo inizia a legare con i nipoti Ari e Uzi, coinvolgendoli in attività illegali come taccheggio e combattimenti tra cani. Quando Chas lo scopre, rimprovera il padre per aver messo in pericolo i bambini, mentre Royal accusa Chas di avere un esaurimento nervoso.
Eli, che ha avuto una relazione con Margot, le confida che Richie la ama. Royal scopre che la figlia tradisce il marito e disapprova fortemente, mentre anche Raleigh sospetta che Margot sia infedele, confidandolo a Richie. Dopo essere stato insultato da Royal, Henry indaga sulla sua malattia e scopre che non è davvero malato, rivelandolo alla famiglia. Di conseguenza, Royal lascia la casa unitamente aPagoda, suo complice nell'inganno perpetrato ai danni dei familiari.
Richie e Raleigh apprendono, tramite un investigatore privato, il fatto che Margot fumi e sia sessualmente promiscua. I due prendono male la scoperta, in particolare Richie si rade barba e capelli e si taglia i polsi in un tentativo di suicidio. Viene portato in ospedale, dove la famiglia si ritrova per avere notizie; Raleigh affronta Margot sulle sue bugie, mentre Richie scappa dall'ospedale per tornare a casa, dove si incontra con Margot e i due si confessano l'amore reciproco.
Royal decide di volere la felicità di Etheline, quindi organizza il loro divorzio ufficiale per permetterle di sposare Henry. Poco prima del matrimonio tra Etheline e Henry, Eli, sotto gli effetti di mescalina (di cui è dipendente) ha un incidente stradale davanti all'abitazione dei Tenenbaum, rischiando di investire Ari e Uzi, salvati in extremis da Royal. Chas, furibondo, insegue Eli per picchiarlo in un attacco isterico, ma alla fine sia lui che Eli concordano sul fatto che entrambi hanno bisogno di aiuto psichiatrico. Chas è grato a Royal per aver salvato i suoi figli e si riconcilia con lui.
Etheline ed Henry si sposano in presenza dei familiari; Margot realizza una nuova commedia ispirata alla sua famiglia e alle vicende passate; Eli si disintossica e Richie insegna tennis a bambini e ragazzi. Royal passa del tempo con i suoi figli e nipoti, morendo per infarto a sessantotto anni, assistito da Chas. Al suo funerale, l'epitaffio recita che "è morto tragicamente salvando la sua famiglia dal relitto di una corazzata che affondava distrutta", come suo desiderio.

## Produzione
Il regista, nella caratterizzazione dei personaggi, ha ammesso di essersi ispirato ai protagonisti della striscia a fumetti Peanuts. Anche il cagnolino di Ben Stiller, un beagle di nome Buckley, è un omaggio al cane Snoopy; altri sostengono sia un omaggio al cantante Jeff Buckley.

## Incassi
Il film fu un successo. Su un budget di circa 20 milioni di dollari, ne incassò 52 in patria e 19 nel resto del mondo, per un totale di 71 milioni.

## Critica
Il film si presenta come un compendio di psicanalisi familiare. L'assenza di affetto paterno e una madre troppo debole per prendere decisioni risolutive evidenziano l'assenza di modelli da imitare per i bambini, che crescono e provano a maturare da soli, sbagliando a loro volta. I rapporti dei Tenenbaum sono tutti compromessi e l'unico modo per raddrizzarli spetta al padre, peccatore originale, che sul finale della pellicola si redime, cancellando l'insoddisfazione, i fallimenti e le incomprensioni.

## Distribuzione
Il film è uscito negli Stati Uniti il 14 dicembre 2001. In Italia il 29 marzo 2002.

### Edizione italiana
La direzione del doppiaggio e i dialoghi italiani sono stati curati da Carlo Valli per conto della Cast Doppiaggio Srl. La sonorizzazione, invece, venne affidata alla SEFIT-CDC.

## Impatto culturale
Chas Tenenbaum e i due figli indossano quasi sempre una tuta sportiva di colore rosso ciliegia, che è divenuta ispirazione di costumi in occasione della festa di Halloween.

## Colonna sonora
1. 111 Archer Avenue - Mark Mothersbaugh
2. These Days - Nico
3. String Quartet in F Major - Maurice Ravel (Ysaye Quartet)
4. Me and Julio Down by the Schoolyard - Paul Simon
5. Sonata for Cello and Piano in F Minor - George Enescu (The Mutato Muzika Orchestra)
6. Main Title Theme (Billy) - Bob Dylan
7. Look at That Old Grizzly Bear - Mark Mothersbaugh
8. Look at Me - John Lennon
9. Lullaby - Emitt Rhodes
10. Mothersbaugh Canon - Mark Mothersbaugh
11. Police & Thieves - The Clash
12. Scrapping and Yelling - Mark Mothersbaugh
13. Judy Is a Punk - Ramones
14. Pagoda's Theme - Mark Mothersbaugh
15. Needle in the Hay - Elliott Smith
16. Fly - Nick Drake
17. She Smiled Sweetly - Rolling Stones
18. Ruby Tuesday - Rolling Stones
19. I Always Wanted to Be a Tenenbaum - Mark Mothersbaugh
20. Rock the Casbah - The Clash
21. Christmas Time Is Here - Vince Guaraldi Trio
22. Stephanie Says - The Velvet Underground
23. Rachel Evans Tenenbaum (1965-2000) - Mark Mothersbaugh
24. Sparkplug Minuet - Mark Mothersbaugh
25. The Fairest of the Seasons - Nico
26. Hey Jude - The Mutato Muzika Orchestra
27. Everyone - Van Morrison

## Riconoscimenti
- 2002 - Premio Oscar
  - Candidatura per la Miglior sceneggiatura originale a Wes Anderson e Owen Wilson
- 2002 - Golden Globe
  - Miglior attore in un film commedia o musicale a Gene Hackman
- 2002 - British Academy Film Awards
  - Candidatura per la Migliore sceneggiatura originale a Wes Anderson e Owen Wilson
- 2002 - Festival internazionale del cinema di Berlino
  - Candidatura all'Orso d'oro
- 2002 - Satellite Award
  - Candidatura per il Miglior film commedia o musicale
  - Candidatura per il Miglior attore in un film commedia o musicale a Gene Hackman
  - Candidatura per la Migliore attrice non protagonista in un film commedia o musicale a Anjelica Huston
  - Candidatura per la Migliore attrice non protagonista in un film commedia o musicale a Gwyneth Paltrow
  - Candidatura per il Miglior attore non protagonista in un film commedia o musicale a Ben Stiller
  - Candidatura per il Miglior attore non protagonista in un film commedia o musicale a Owen Wilson